# 구급간이방 권6 (보물 제1236-2호)
구급간이방 권6(救急簡易方 卷六)은 서울특별시 강서구 허준박물관에 있는 조선 성종20년(1489)에 편찬 간행한 의서이다. 2006년 1월 17일 대한민국의 보물 제1236-2호로 지정되었다.

## 개요
구급간이방(救急簡易方)은 조선 성종20년(1489)에 편찬 간행한 의서로서 8권8책이다. 우리나라의 구급방서(救急方書)로서는 가장 완비된 책으로 질병을 중풍·두통 등 127종으로 나누고 그 치료방문을 모아 엮은 것이다.
이 구급간이방(救急簡易方)은 을해자본(乙亥字本) 번각본(翻刻本)으로 설월당(雪月堂) 김부륜(金富倫, 1531～1598)의 소장인이 찍힌 점 등으로 미루어 보아 16세기 간본임을 알 수 있다. 전하는 것이 매우 희귀한 언해본(諺解本) 의약서(醫藥書)로서 한의학(漢醫學)은 물론 우리 국어연구에 매우 중요한 자료이다.

## 참고 자료
- 구급간이방 권6 - 국가유산청 국가유산포털